# Зілліан
Зілліан (нім. Sillian) — ярмаркове містечко й громада округу Лієнц в землі Тіроль, Австрія.
Зілліан лежить на висоті 1103 над рівнем моря і займає площу 36,26 км². Громада налічує 2072 мешканців.
Густота населення 57/км².
Через Зілліан протікає річка Драва.
Округ Лієнц, до якого належить Зілліан, називається також Східним Тіролем. Від основної частини землі, Західного Тіролю, його відділяє смуга Південного Тіролю, що належить Італії.
У містечку є залізнична станція.
|                                  |
| Зілліан на мапі округу та землі. |

 Адреса управління громади: Sillian Nr. 86, 9920 Sillian.